# Фальсбур
Фальсбур (фр. Phalsbourg, нем. Pfalzburg, лот. Polsbuerj) — город и коммуна во французском департаменте Мозель региона Лотарингия. Центр кантона Фальсбур округа Сарбур.

## История
Город основан в 1560 году Георгом Иоганном Виттельсбахом, пфальцграфом Фельденца, с целью дать убежище протестантам, изгоняемым из католической Лотарингии. Создание города признано 27 сентября 1570 года императором Максимилианом II. Новый город получил название Пфальцбург (нем. Pfalz — дворец, Burg — крепость).
В 1590 году нуждающийся в средствах пфальцграф Георг Иоганн продал город герцогу Лотарингскому, в результате чего протестанты Пфальцбурга подверглись гонениям. В 1629 году из Пфальцбурга и Ликсхейма (который был также продан пфальцграфами герцогу Лотарингскому в 1608 году) образовано княжество для Генриетты Лотарингской, сестры герцога Карла IV. Княжество просуществовало до смерти Генриетты в 1660 году.
Во время оккупации Лотарингии французскими войсками (1634—1697) укрепления города были перестроены маршалом Вобаном.
В 1766 году герцогство Лотарингия, а с ним и Фальсбур, вошли в состав Франции.
Во время наполеоновских войн город подвергся осадам в 1814 и 1815 годах.
Во время франко-прусской войны 1870 года Фальсбур подвергся осаде немецкими войсками, а по итогам Франкфуртского мира был передан Германской империи, войдя в состав имперской провинции Эльзас-Лотарингия. Город вернул себе своё немецкое название Пфальцбург. Во время Первой мировой войны жители Пфальцбурга сражались под германскими знамёнами.
В 1918 году город вновь стал французским.
22 августа 1919 года президент Франции Раймон Пуанкаре наградил город Фальсбур орденом Почётного легиона, в память героического поведения жителей города во время войны 1870 года.
Во время Второй мировой войны город был аннексирован Германией и включён в состав рейхсгау Вестмарк. 23 ноября 1944 года город взят 7-й американской армией. В память этого события одна из улиц города получила название «23 ноября».
С 1953 по 1967 год возле города находилась база ВВС США «Фальсбур-Буршейд». После выхода в 1967 году Франции из военной составляющей блока НАТО американские войска были выведены с базы, которая была переименована в Camp la Horie и впоследствии приняла 1-й вертолётный полк ВВС Франции.

## Администрация
До 2014 года администрацию коммуны возглавляет мэр Дэни Кош (фр. Dany Kocher), избранный на этот пост в 2008 году.

## Население
На 2010 год в коммуне проживало 4 736 человек. Во 2 половине XX и начале XXI века происходил постепенный рост численности населения Фальсбура.
Динамика численности населения, чел.

## Достопримечательности
В Фальсбуре находится 38 памятников архитектуры, внесённых в список исторических памятников Франции. Среди них ратуша, Французские и Немецкие врата, замок Эйнарцхаузен, католическая церковь, синагога и другие здания.
На центральной площади рядом с ратушей расположен Музей военной истории и Эркман-Шатриана. В музее экспонируется вооружение времён короля Людовика XIV, военная униформа XIX—XX веков, а также предметы искусства и народного творчества. Часть музейной экспозиции посвящена творчеству писательского дуэта Эркман-Шатриан.

## Знаменитости
- Жорж Мутон, граф Лобау (1770—1838) — французский военачальник эпохи революционных и наполеоновских войн, маршал Франции. Родился и вырос в Фальсбуре.
- Эмиль Эркман (1822—1899) — французский писатель, работавший совместно с Александром Шатрианом под псевдонимом Эркман-Шатриан. Родился в Фальсбуре.
- Александр Шатриан (1826—1890) — французский писатель, работавший совместно с Эмилем Эркманом под псевдонимом Эркман-Шатриан. Учился в коллеже в Фальсбуре.

## Галерея

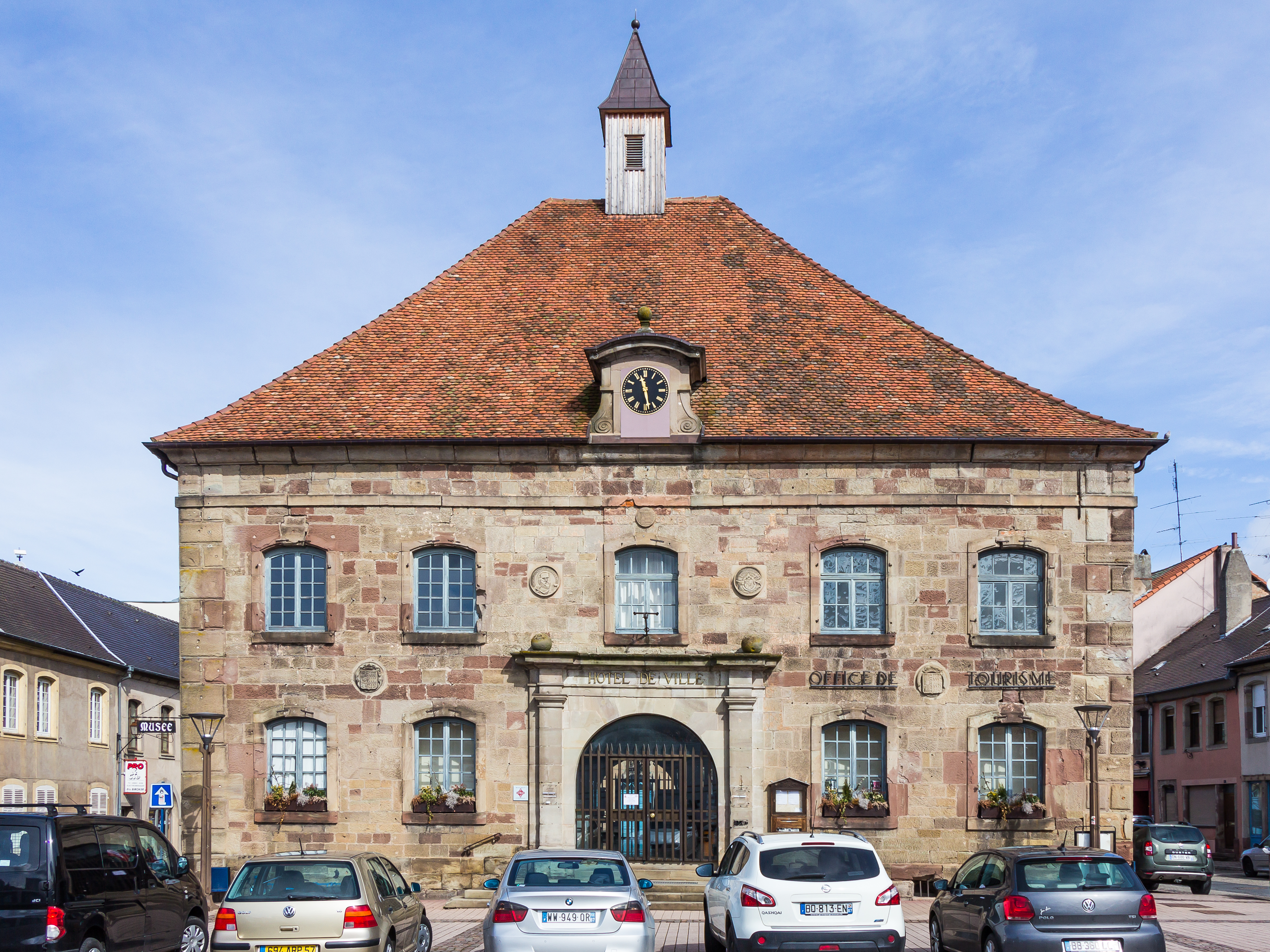
Ратуша
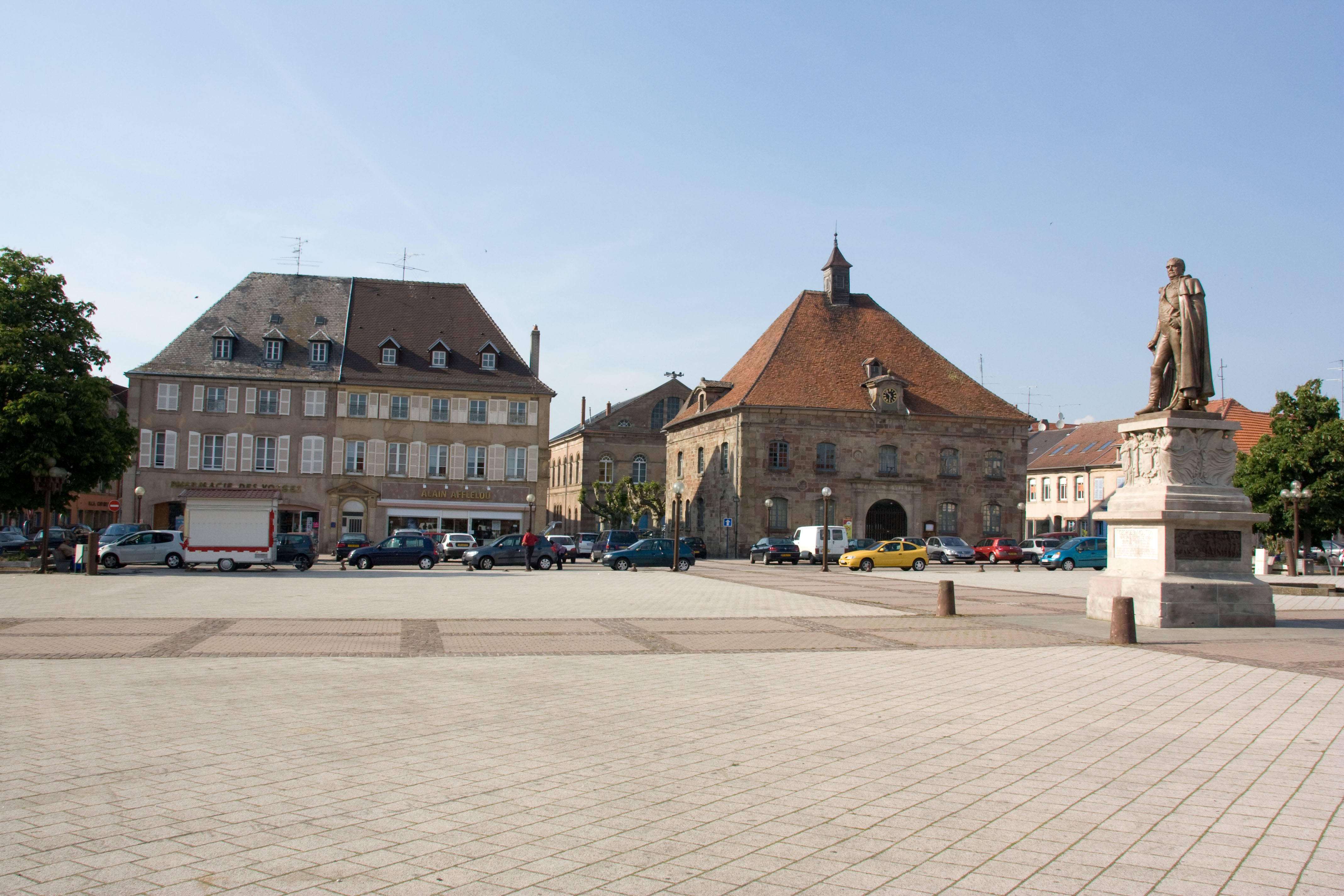
Центральная площадь
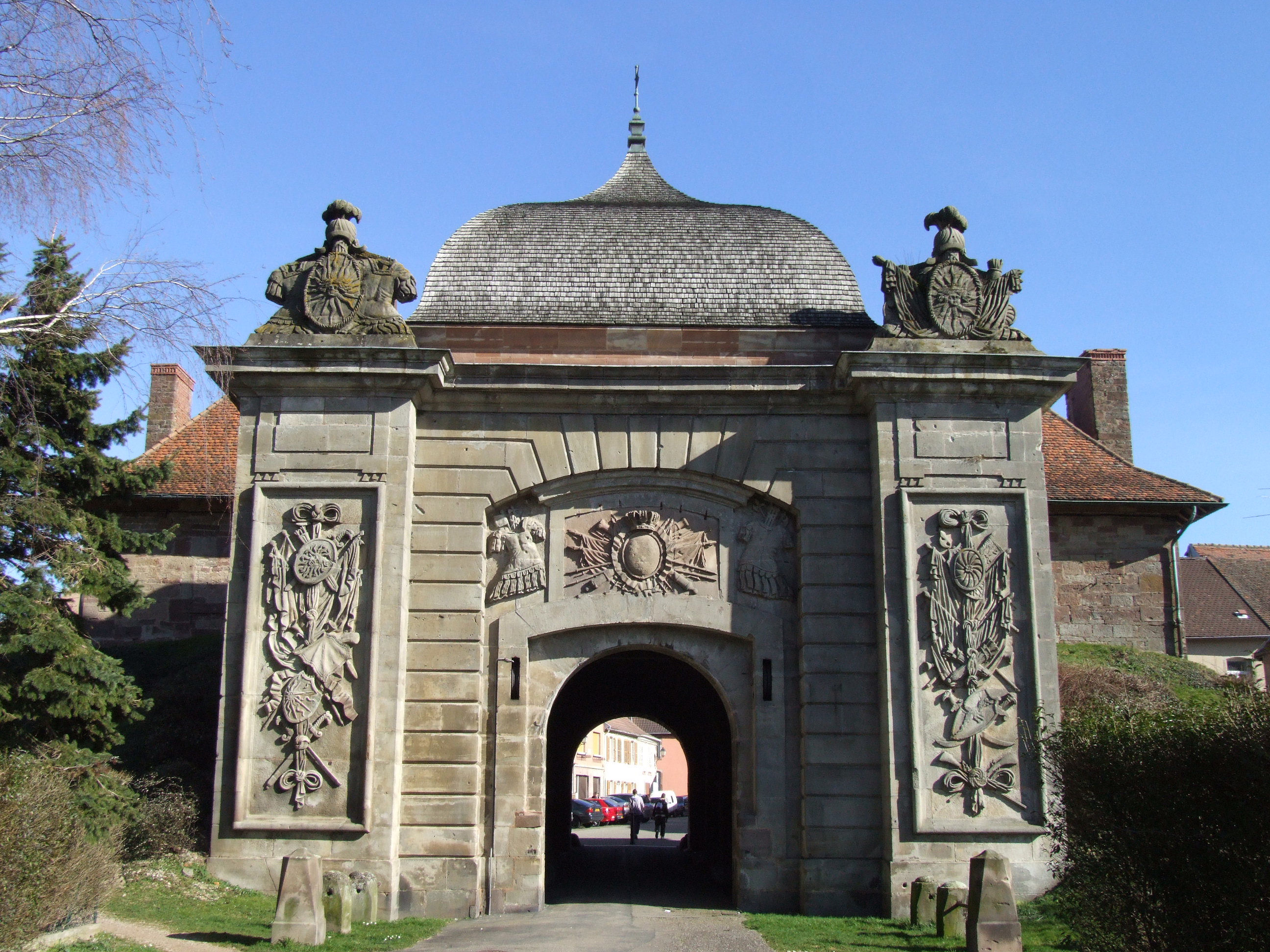
Французские врата
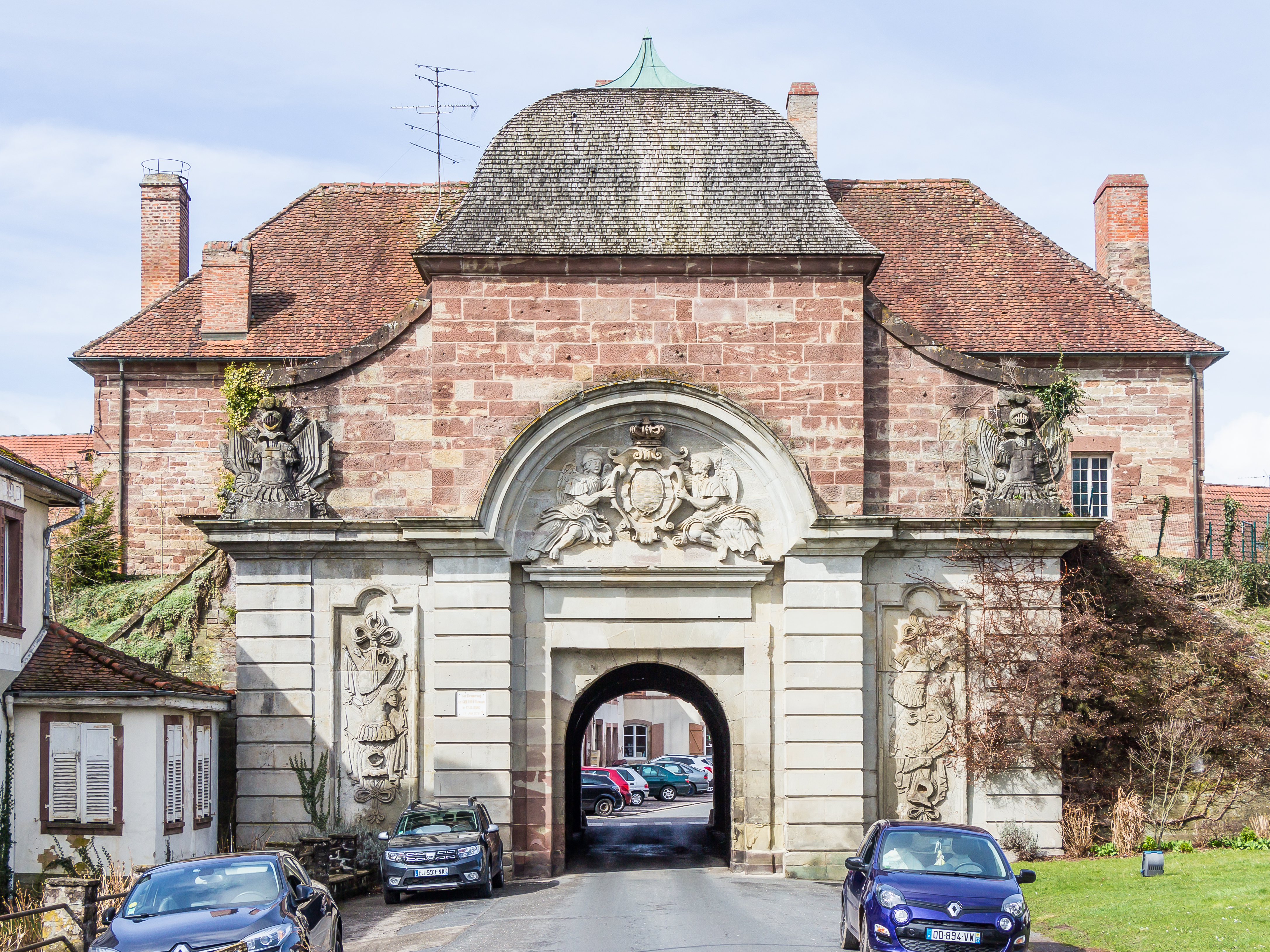
Немецкие врата
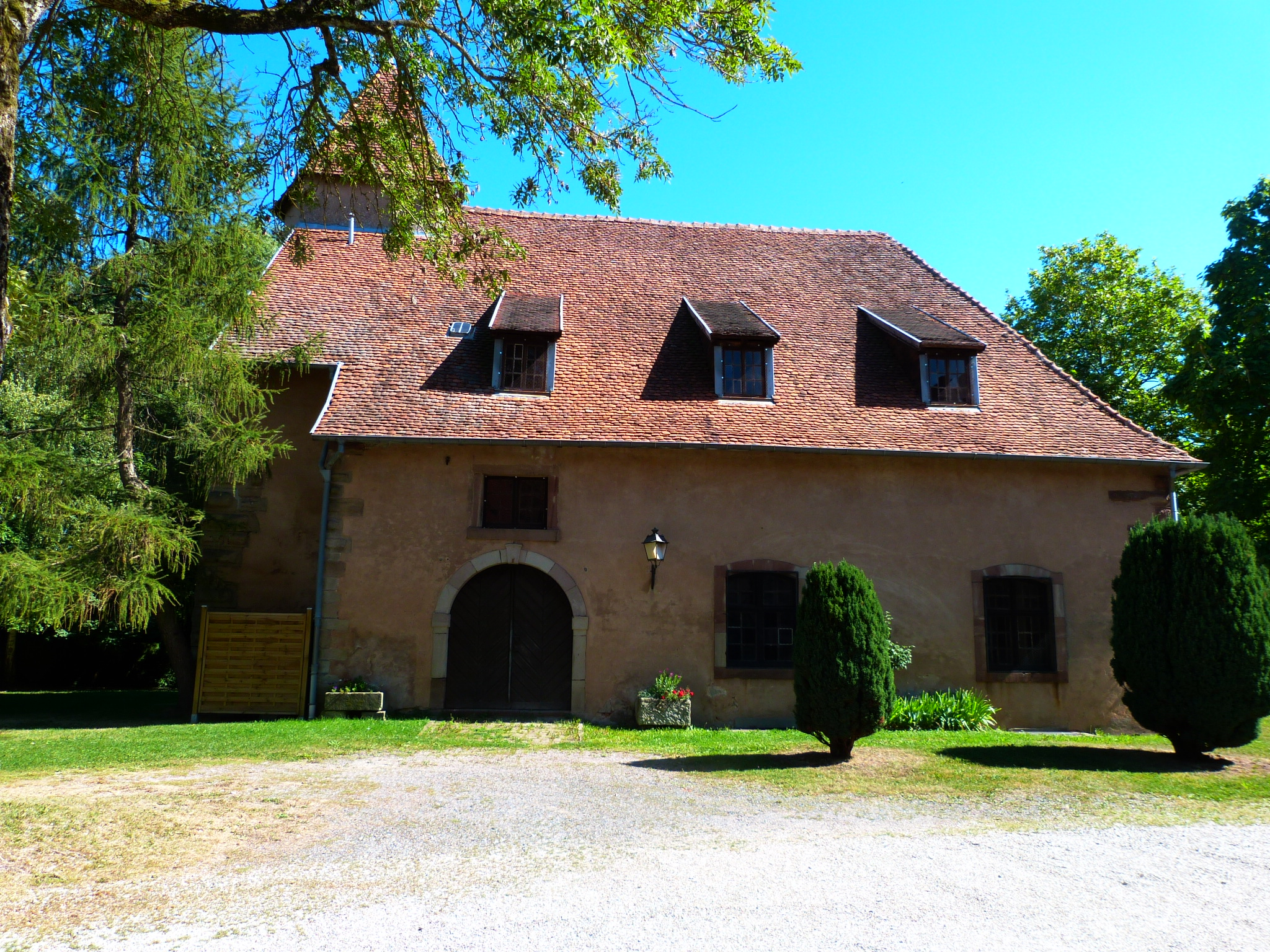
Замок Эйнарцхаузен
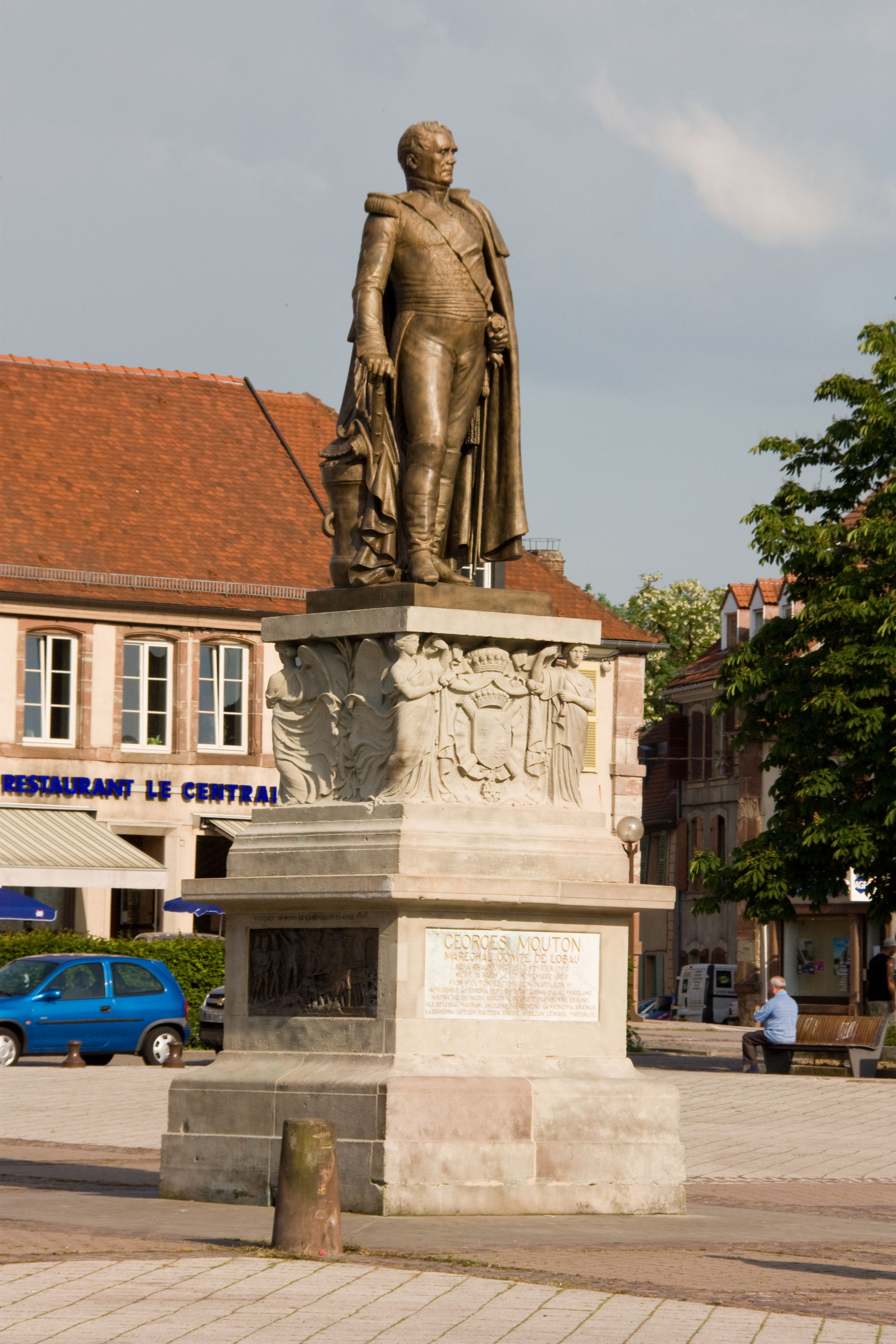
Памятник маршалу Мутону
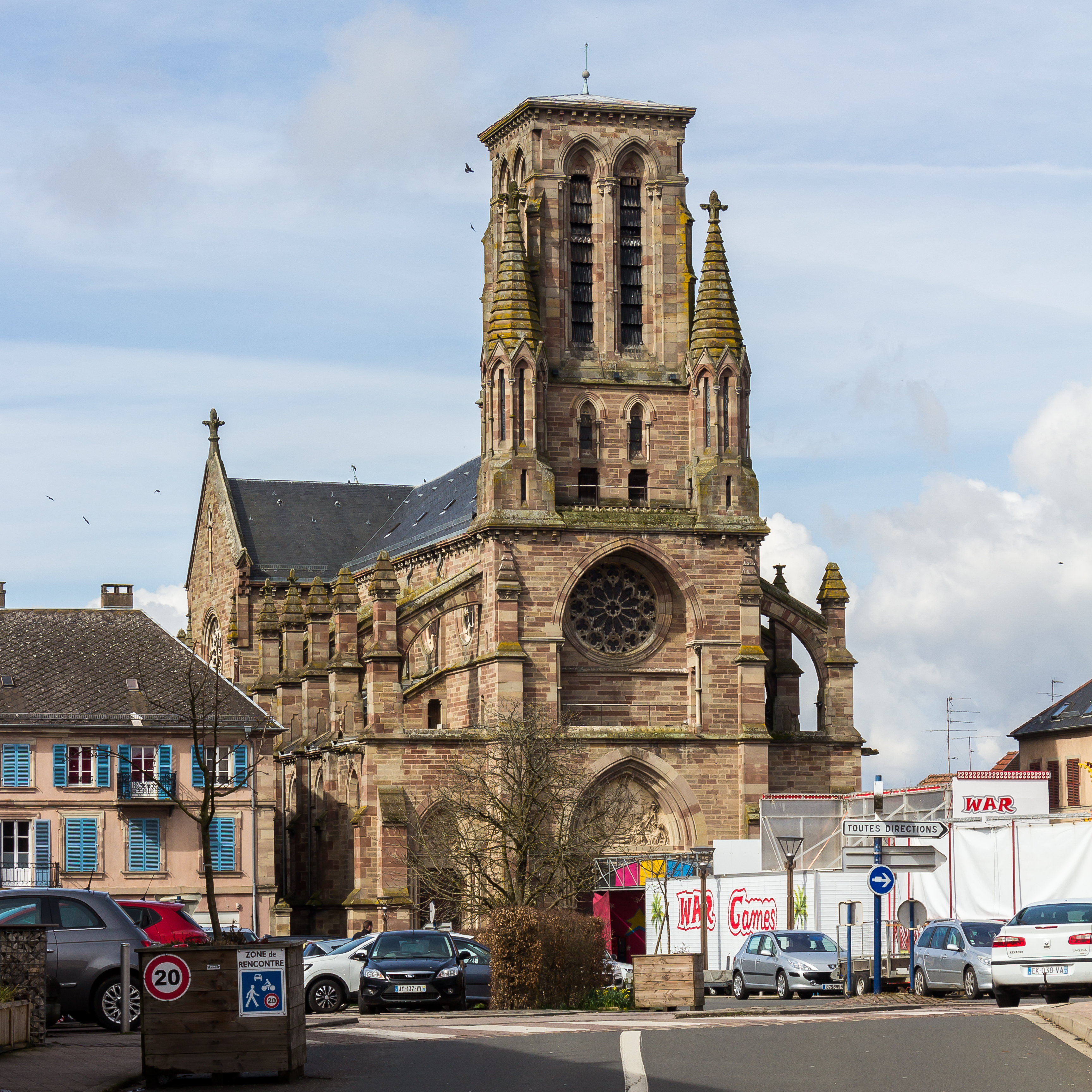
Католическая церковь
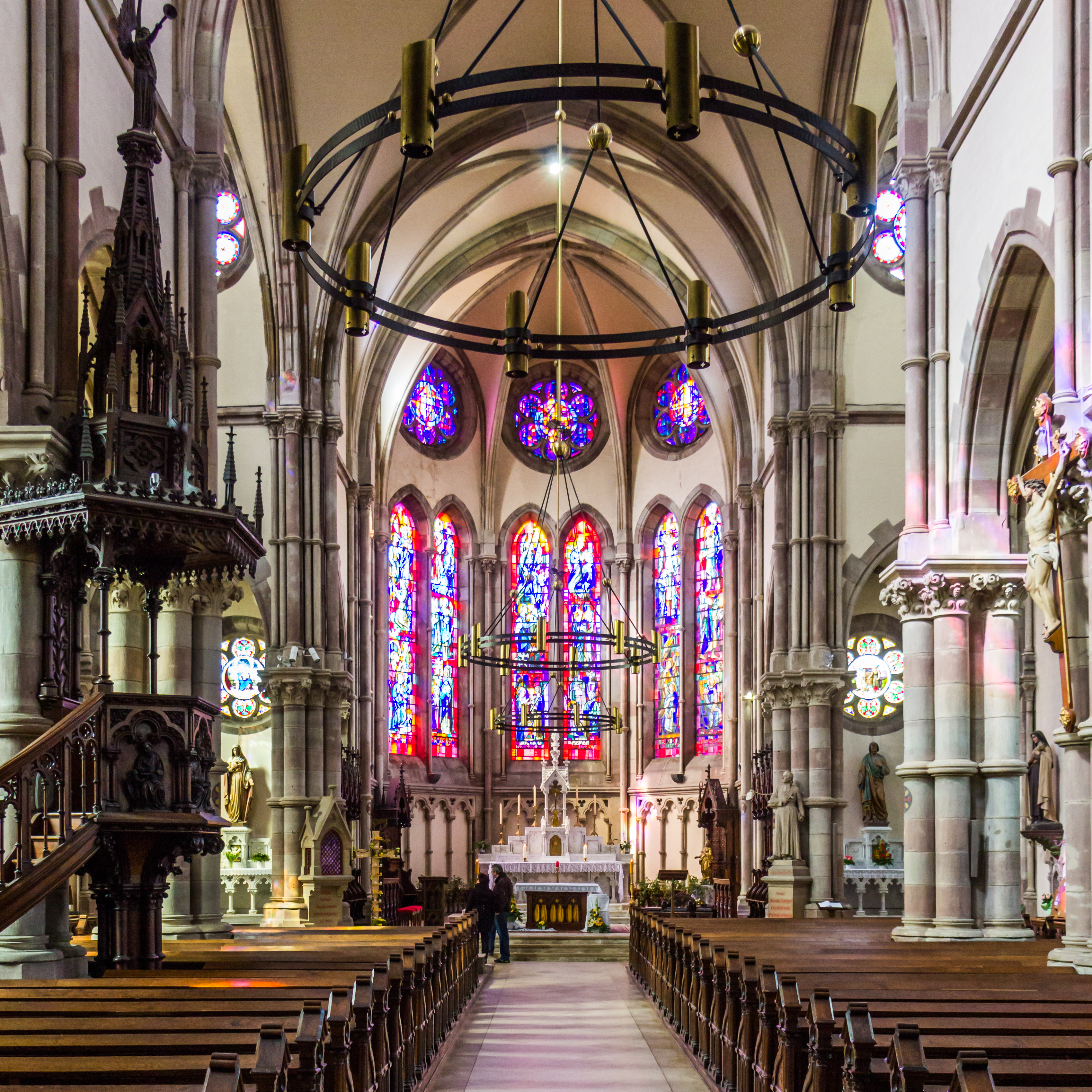
Католическая церковь
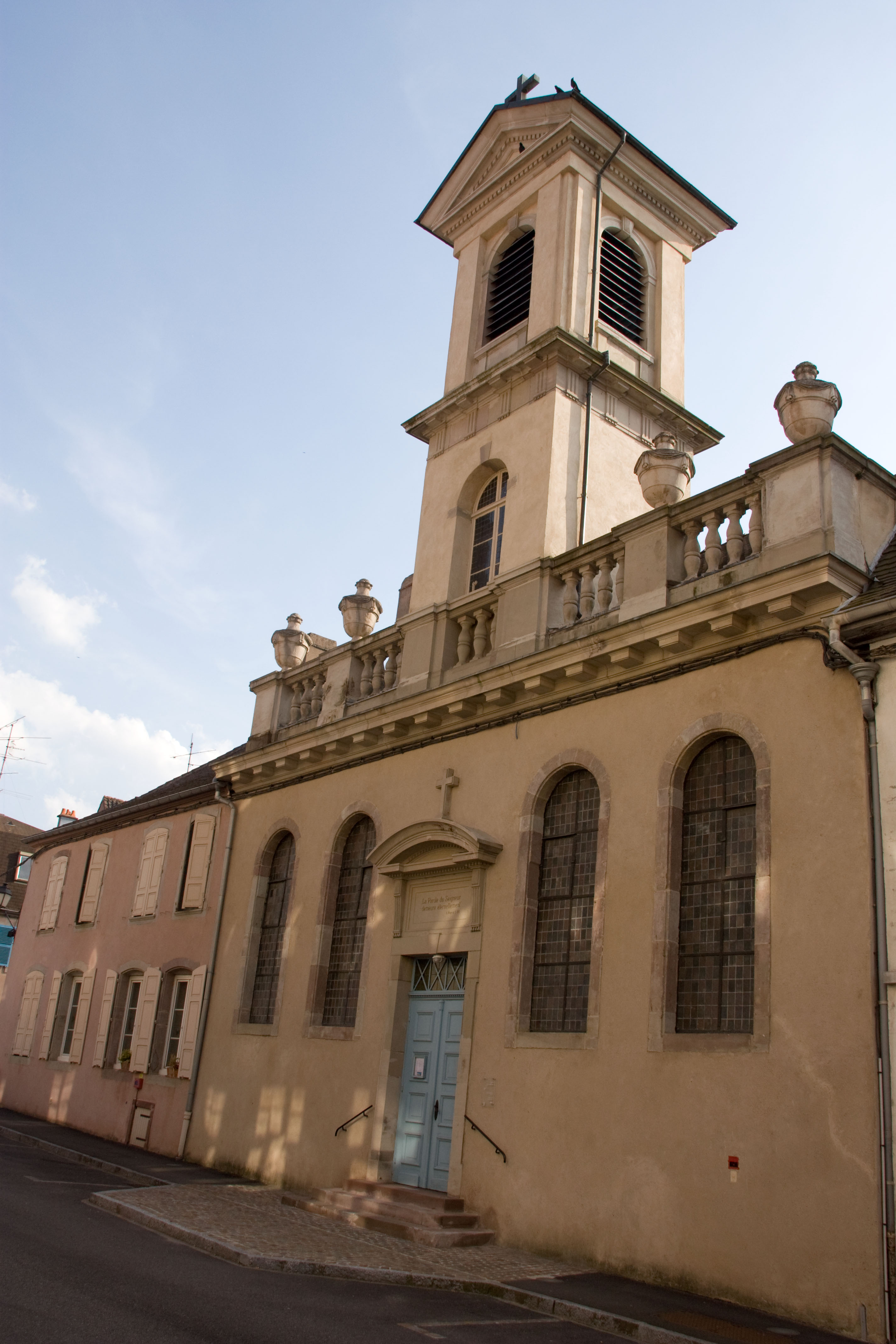
Протестантская церковь
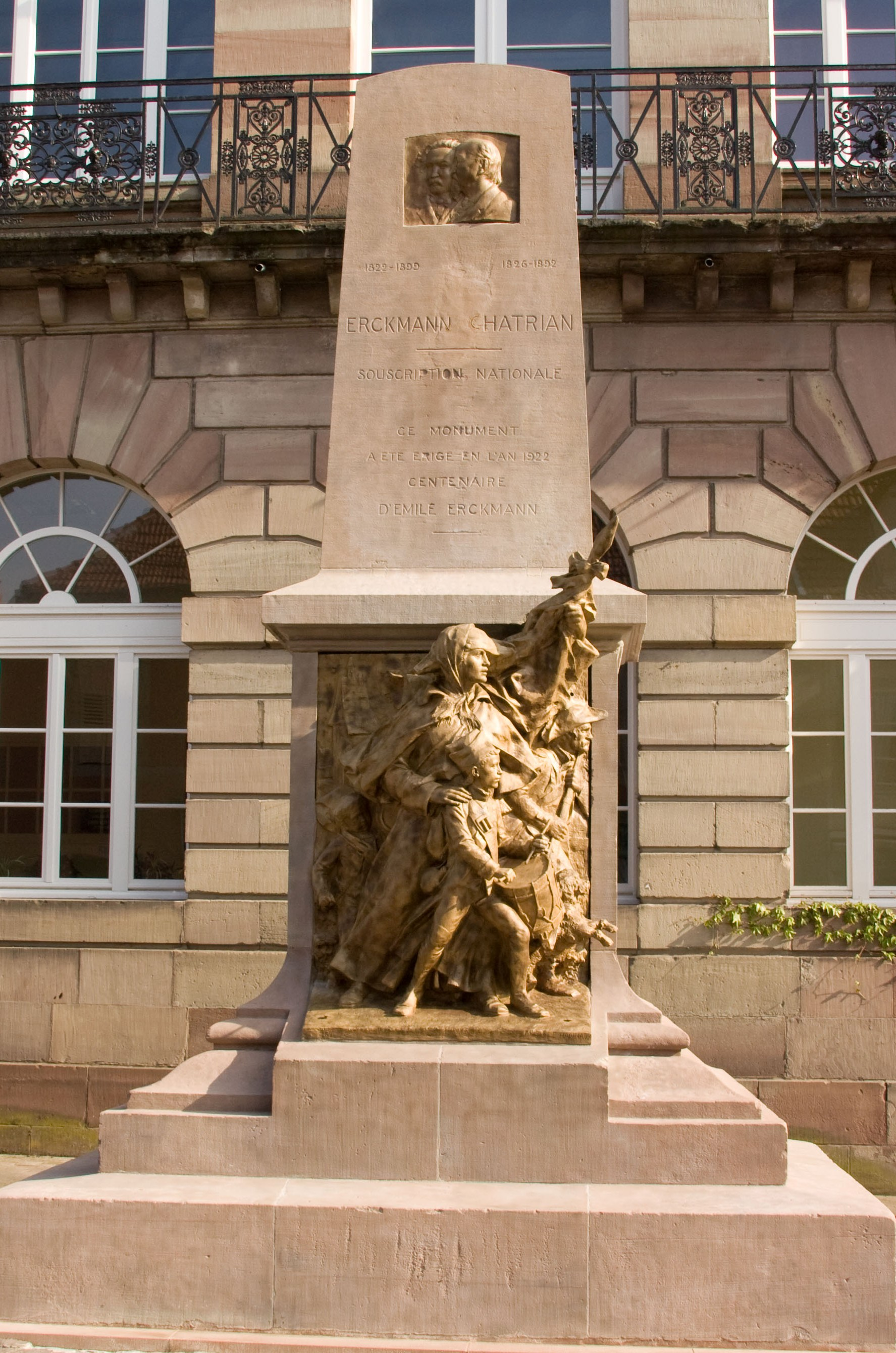
Памятник Эркман-Шатриану